# ارتش ایرلند
ارتش ایرلند از دسامبر ۲۰۱۱ حدود ۷۶۵۰ زن و مرد ایرلندی در ارتش ایرلند خدمت می‌کنند.

## نقش‌های ارتش
- دفاع از دولت ایرلند در برابر تجاوز مسلحانه.
- شرکت در حمایت از صلح چند ملیتی، مدیریت بحران و عملیات امدادی در پشتیبانی از مأموریت سازمان ملل متحد حفظ صلح.
- انجام سایر وظایف. برای مثال، کمک در بلایای طبیعی، کمک در رابطه با نگهداری از خدمات ضروری، و غیره